# Вине (Загорє-об-Саві)
Вине (словен. Vine) — поселення в общині Загорє-об-Саві, Засавський регіон, Словенія. Висота над рівнем моря: 386,2 м.